# Isabelle Fuhrman
Isabelle Fuhrman, ameriška filmska in televizijska igralka, *25. februar 1997, Washington, D.C., Združene države Amerike. Najbolje je poznana po igranju Esther v filmu Sirota.

## Življenje in delo

### Zgodnje življenje
Isabelle Fuhrman se je rodila 25. februarja 1997 v Washingtonu, D.C., Združene države Amerike in odrasla v Atlanti, Georgia. Njena mama, Elina Fuhrman, ki se je rodila v Sovjetski zvezi, je po poklicu novinarka, njen oče, Nick Fuhrman, pa je bil včasih predsednik Republikanske stranke v Dane Countyju, Wisconsin. Ima mlajšo sestro, Madeline Fuhrman, ki je tudi igralka.

### Kariera
Isabelle Fuhrman je s svojo igralsko kariero začela leta 2006 z vlogo Grace O'Neil v televizijski seriji Justice, še istega leta pa je posnela številne reklame za podjetja, kot so Pizza Hut in K-Mart. Naslednje leto, torej leta 2007, se je pojavila tudi v filmu Hounddog, ki se je premierno predvajal na filmskem festivalu Sundance Film Festival. Leta 2008 je v vlogi Gretchen Dennis (alias "deklica-duh) ob Jennifer Love Hewitt v televizijski seriji Šepetalka duhov, s čimer si je prislužila nominacijo za nagrado Young Artist Award.
Leta 2009 je Isabelle Fuhrman doživela preboj, ko je ob Petru Sarsgaardu in Vere Farmige v filmu Sirota, ki je pritegnil veliko pozornost kritikov. V filmu je igrala glavno vlogo, osemletno osirotelo deklico po imenu Esther, ki jo posvoji družina z dvema otrokoma. Njen nastop so kritiki primerjali z nastopom Kirsten Dunst v filmu Intervju z vampirjem in z nastopom Natalie Portman v filmu The Professional. Istega leta je dobila vlogo Lucy v filmu Case 39, vendar jo je zavrnila in vloga je pripadala Jodelle Ferland.
Leta 2009 je Isabelle Fuhrman imela glasovno vlogo v filmu Children of the Corn, drugače pa se je pojavila tudi v Tonight Show with Jay Leno in v Cartoon Networkovi »Cartoon Fridays«. Leta 2010 je posnela film Around the World in 50 Years.

### Zasbeno življenje
V prostem času Isabelle Fuhrman rada igra kitaro in poje. Pravi, da zelo rada posluša Beatle.
Isabelle Fuhrman se je leta 2009 pojavila na drugem mestu lestvice »najbolje oblečenih« po mnenju organizacije Teen Choice Awards.

## Filmografija
| Leto | Naslov                       | Vloga                   | Opombe          |
| ---- | ---------------------------- | ----------------------- | --------------- |
| 2006 | Justice                      | Grace O'Neil            | Televizija      |
| 2007 | Hounddog                     | Grasshopper             |                 |
| 2008 | Šepetalka duhov              | Gretchen Dennis         | Televizija      |
| 2009 | Sirota                       | Esther                  |                 |
| 2009 | Children of the Corn         | (glas)                  |                 |
| 2010 | Around the World in 50 Years | Hatchling Shelly (glas) | post-produkcija |

## Nagrade in nominacije
- 2009 - Young Artist Award - najboljši nastop v televizijski seriji gostovalne stranske igralke - nominirana